# G・E・R・ロイド
サー・ジェフリー・アーネスト・リチャード・ロイド FBA FLSW (Sir Geoffrey Ernest Richard Lloyd, G.E.R.Lloyd；G.E.R.ロイド、ジェフリー・ロイド、 1933年1月25日 - ) は、イギリスの科学史家・思想史家。専門の古代ギリシア研究に加え、古代中国との比較研究や社会人類学的手法でも知られる。ケンブリッジ大学ニーダム研究所理事長などを歴任。

## 経歴
幼少期
1933年、ウェールズのスウォンジー出身の両親のもと、ロンドンに生まれる。第二次世界大戦下では、父親が結核医としてロンドンに残る一方、自身は地方に疎開して少年時代を過ごした。
戦後・修学期
戦後、パブリックスクールの名門チャーターハウスに入学。同校卒業後、ケンブリッジ大学キングス・カレッジに入学した。同校では、父や兄と同じく医学の道を志していたが、ギリシア哲学史家J.E.レイヴンや西洋古典学者ドナルド・ルーカスの講義に触発されて、ギリシア哲学の道に進むことに決め、1954年から1年間アテネに留学した。
西洋古典学研究者として
ギリシア哲学研究においては、社会人類学者マイヤー・フォーテスに影響を受け、"polarity" と "analogy" を鍵概念として、古代の論理学と科学方法論を考察した。この研究が評価され、1957年からキングス・カレッジのリサーチフェローとなった。1958年から1年間、兵役につき、新婚の妻と子を連れて独立運動中のキプロスに滞在。1960年、ケンブリッジに戻り、キングス・カレッジのチューターを務めつつ、社会人類学者エドマンド・リーチやロドニー・ニーダムらと交流した。
1966年、最初の著書『Polarity and Analogy』を刊行すると、賛否両論受け学界の話題となった。その後、ギリシア史学者モーゼス・フィンリーを通じてフランスのジャン＝ピエール・ヴェルナンの知遇を得て、その縁でパリ大学で講義する。そこでマルセル・ドゥティエンヌらの知遇を得た。
来日と日本人研究者らとの交流：東洋への関心
1981年、アメリカの諸大学で講義・講演した後、1ヶ月間日本に滞在する。日本では、日本西洋古典学会や国際基督教大学などで講義・講演しつつ、田中美知太郎・山口昌男・川田殖らと交流し、東洋文化に関心を持ち始める。1987年、北京に招かれて講義・講演し、同地の学者と交流する。この頃から古典中国語を学び、中国との比較研究を始める。
1989年から2000年まで、ケンブリッジのダーウィン・カレッジのマスターを務めると同時に、ケンブリッジのニーダム研究所の理事長などを務める。1991年、再び日本を訪れ東北大学などで講義・講演した。
2002年、中国科学史家のネイサン・シヴィンと共同研究を行った。同年再び日本を訪れた際は、東洋科学史家の川原秀城・木下鉄矢・平田昌司・赤松明彦と京都でシンポジウムを行った。
2009年時点では、スペインの山地に別荘を所有し、そこで著作を執筆している。

## 栄典
- 1983年：イギリス学士院会員
- 1997年：ナイト爵[1]
- 2007年：ケニオンメダル（英語版）
- アメリカ芸術科学アカデミー外国人会員
- ダン・デイヴィッド賞
- ジョージ・サートン・メダル

## 学問
正統的な文献学に基づきつつ、社会人類学・民俗誌学・認知科学・発達心理学・言語学などの成果も援用している。その他、解釈における思いやりの原理論や、イアン・ハッキング、A.C.クロンビー等を踏まえた科学史観論も扱っている。

## 家族・親族
妻のジャネット・ロイド（Janet Lloyd, 元々同姓）は、フランス文学者・フランス語教師であり、上記のドゥティエンヌらの著作の英訳を行ったり、夫婦で家に学生をもてなしたりしている。

## 著作

### 日本語訳された著作
- 『アリストテレス：その思想の成長と構造』川田殖訳、みすず書房 1973
  - 新装版 1998年
- 「科学と技術の誕生：ギリシアにおける科学の誕生」高尾謙史訳『アインシュタインと手押車：小さな疑問と大きな問題』新評論 1989
- 『東西比較は可能か：G.E.R.ロイドとの対話』沼田裕之・川田殖編、ペディラヴィウム会 1994
- 『初期ギリシア科学：タレスからアリストテレスまで』山野耕治・山口義久訳、法政大学出版局〈叢書ウニベルシタス〉 1994
- 『後期ギリシア科学：アリストテレス以後』山野耕治・山口義久・金山弥平訳、法政大学出版局〈叢書ウニベルシタス〉 2000
- 「ギリシアの医学と文化における「浄め」の曖昧さ」斉藤健太郎訳、『腐敗と再生』小菅隼人編、慶應義塾大学出版会 2004
- 『古代の世界 現代の省察：ギリシアおよび中国の科学・文化への哲学的視座』川田殖・金山弥平・金山万里子・和泉ちえ訳、岩波書店 2009
- 「古代世界における数学とは何だったのか？　ギリシャと中国の視点」斎藤憲・小川束訳、『Oxford数学史』Eleanor Robson;Jacqueline Stedall編、斎藤憲・三浦伸夫・三宅克哉監訳、共立出版、2014年